# Auberge « Am Münzenberg »
L'ancienne auberge « Am Münzenberg » se trouve à Quedlinbourg, dans le Land de Saxe-Anhalt en Allemagne. Elle est protégée au titre des monuments historiques.

## Situation
Le bâtiment est situé Altetopfstraße 11–13 au sud de la vieille ville de Quedlinbourg, à l'angle de la Altetopfstraße et la Wipertistraße. Il est bordé à l'est par la maison du Altetopfstraße 14, inscrite au patrimoine mondial de l'UNESCO.
Le nom de l'auberge fait référence au quartier de Münzenberg (de), situé plus à l'ouest.

## Histoire et architecture
Avant la construction du bâtiment actuel, l'emplacement est occupé par une poterie du Moyen Âge. L'auberge est érigée à la fin du XIXe siècle. La partie du bâtiment qui longe la Wipertistraße est intégrée à l'auberge ; elle date du XIXe siècle. La façade de cette partie est ravalée, tandis que le reste de la façade est construit dans un style historiciste discret. Le bâtiment est fait de briques hollandaises et de surfaces plâtrées.
En 2012, le bâtiment doit être réhabilité.